# Couplet (musique)
Pour les articles homonymes, voir Couplet.
Dans une chanson, le couplet est l'une des deux structures mélodiques constitutives se déroulant en alternance avec le refrain et dont la principale caractéristique est de présenter des paroles différentes à chaque nouvelle exposition, ce qui permet de faire évoluer le contenu du récit,. Par opposition, le refrain quant à lui répète habituellement les mêmes paroles.
Exemple d'alternance type « couplet, refrain » :
- Premier couplet ;
  - Refrain ;
- Deuxième couplet ;
  - Refrain ;
- Troisième couplet ;
  - Refrain ; etc.